# Gufol mysteriet
Gufol mysteriet eller Station 7-9-13 er en dansk voksen-julekalender, der blev sendt på TV 2 i 1997 og genudsendt i 2004 under navnet Station 7-9-13. Thura Film producerede julekalenderen.
Den er siden udkommet på DVD.

## Handling
Stadion 2 er truet, hvis ikke kommissær Eriksen (Claus Ryskjær) og hans to mænd Eddie (Kristian Halken) og Rene (Henrik Lykkegaard) opklarer en stor sag inden jul bliver stationen lukket og de får en ny mand Bente (Trine Appel). Selvom får de ikke nogle sager lige med det samme, men d. 1. december afleverer en dame (fru Andersen) en mistænkelig pakke med slik, hvorpå der står "gufol".
Fru Andersen hævder at have set en masse mænd i nissedragter give det slik gufol til børnene og Eriksen, Rene og Eddie finder det ene spor efter det andet og måske har forbrydelsen forbindelse til privaten.

## Medvirkende
Blandt andre medvirker følgende personer:
- Rene - Henrik Lykkegaard
- Eddie - Kristian Halken
- Bente - Trine Appel
- Eriksen - Claus Ryskjær
- Slikhandler - Kjeld Nørgaard
- Monika- Kit Eichler
- Sankt Nicolaus - Jess Ingerslev